# Stanwood (Washington)
Stanwood è una città degli Stati Uniti d'America, situata nello Stato di Washington, nella Contea di Snohomish.